# 貝爾特里斯 (伊利諾伊州)
貝爾特里斯（英語：Beltrees）是位於美國伊利諾伊州澤西縣的一個非建制地區。該地的面積和人口皆未知。

## 地理
貝爾特里斯的座標為38°57′34″N 90°19′32″W / 38.95944°N 90.32556°W，而該地的平均海拔高度為138米（即453英尺）。